# Kõiguste
Kõiguste es una localidad situada en el municipio de Saaremaa, en el condado de Saare, Estonia. Tiene una población estimada, en 2021, de 50 habitantes.
Está ubicada cerca de la costa del mar Báltico, al sur de la isla de Hiiumaa y frente a la costa oeste de la isla de Muhu y de la Estonia continental.